# Liste des épisodes de Leçons sur le mariage

Cet article présente la liste des épisodes de la série télévisée américaine Leçons sur le mariage (Rules of Engagement).

## Panorama des saisons
| Saison | Saison | Nombre d'épisodes | Diffusion originale         | Diffusion originale | Diffusion originale | Audiences moyennes |
| Saison | Saison | Nombre d'épisodes | Horaire US                  | Début de saison     | Fin de saison       | Audiences moyennes |
| ------ | ------ | ----------------- | --------------------------- | ------------------- | ------------------- | ------------------ |
|        | 1      | 7                 | Lundi à 21h30               | 5 février 2007      | 19 mars 2007        | 12.70              |
|        | 2      | 15                | Lundi à 21h30               | 24 septembre 2007   | 19 mai 2008         | 10.94              |
|        | 3      | 13                | Lundi à 21h30               | 2 mars 2009         | 18 mai 2009         | 10.46              |
|        | 4      | 13                | Lundi à 20h30               | 1er mars 2010       | 24 mai 2010         | 8.22               |
|        | 5      | 24                | Lundi à 20h30 Jeudi à 20h30 | 20 septembre 2010   | 19 mai 2011         | 8.57               |
|        | 6      | 15                | Jeudi à 21h30               | 20 octobre 2011     | 17 mai 2012         | 9.47               |
|        | 7      | 13                | Lundi à 20h30               | 4 février 2013      | 20 mai 2013         | 7.03               |

## Épisodes
Attention, certains épisodes ont bénéficié de titres francophones différents lors de leurs diffusions en France et en Belgique. Ils sont indiqués en premier et en deuxième le cas échéant.

### Saison 1: 2007
| N° | # | Titre français                                  | Titre original         | Réalisation   | Scénario                 | 1er diffusion US | Code de production | Audiences US (en M.) |
| -- | - | ----------------------------------------------- | ---------------------- | ------------- | ------------------------ | ---------------- | ------------------ | -------------------- |
| 1  | 1 | "Une certaine idée du mariage / La vie à deux"  | Pilot                  | Andy Ackerman | Tom Hertz                | 5 février 2007   | 100                | 14.83                |
| 2  | 2 | "Le contrat / C'est la fête !"                  | The Birthday Deal      | Andy Ackerman | Tom Hertz                | 12 février 2007  | 101                | 13.43                |
| 3  | 3 | "Opération séduction / Les feux de l'amour"     | Young and the Restless | Ted Wass      | Jon Sherman              | 19 février 2007  | 102                | 13.86                |
| 4  | 4 | "Combien tu m'aimes ? / Jeu vidéo"              | Game On                | Ted Wass      | Linda Videtti Figueiredo | 26 février 2007  | 105                | 13.57                |
| 5  | 5 | "Les parents terribles / Un enfant à tout prix" | Kids                   | Ted Wass      | Tom Hertz                | 5 mars 2007      | 104                | 12.51                |
| 6  | 6 | "Homo Erectus / Massage et quiproquo"           | Hard Day's Night       | Ted Wass      | Tom Hertz                | 12 mars 2007     | 103                | 11.47                |
| 7  | 7 | "Le doudou de Jeff / Démons du passé"           | Jeff's Wooby           | Ted Wass      | Barry Wernick            | 19 mars 2007     | 106                | 9.26                 |

### Saison 2: 2007/08
| N° | #  | Titre français                                              | Titre original         | Réalisation     | Scénario                       | 1er diffusion US  | Code de production | Audiences US (en M.) |
| -- | -- | ----------------------------------------------------------- | ---------------------- | --------------- | ------------------------------ | ----------------- | ------------------ | -------------------- |
| 8  | 1  | "C'est pas du gâteau ! / La chambre d'amis"                 | Flirting With Disaster | Gary Halvorson  | Steve Holland                  | 24 septembre 2007 | 202                | 12.23                |
| 9  | 2  | "Touche pas à ma sœur / La sœur d'Audrey"                   | Audrey's Sister        | Ted Wass        | Sivert Glarum et Michael Jamin | 1er octobre 2007  | 203                | 10.09                |
| 10 | 3  | "Russell les bons tuyaux / La vidéo érotique"               | Mr. Fix It             | Gary Halvorson  | Tom Hertz                      | 8 octobre 2007    | 201                | 10.68                |
| 11 | 4  | "Tous les mêmes"                                            | Guy Code               | Mark Cendrowski | Mike Haukom                    | 15 octobre 2007   | 204                | 10.81                |
| 12 | 5  | "L'affaire est dans le sac à main / Un cadeau très spécial" | Bag Ladies             | Gail Mancuso    | Vanessa McCarthy               | 22 octobre 2007   | 206                | 10.82                |
| 13 | 6  | "Comme au bon vieux temps"                                  | Old School Jeff        | Gary Halvorson  | Linda Videtti Figueiredo       | 29 octobre 2007   | 207                | 11.24                |
| 14 | 7  | "Scène d'électroménager / Tel est pris qui croyait perdre"  | Engagement Party       | Mark Cendrowski | Tom Hertz                      | 5 novembre 2007   | 205                | 10.77                |
| 15 | 8  | "Pour quelques dollars de moins / Les entremetteuses"       | Fix Ups & Downs        | Gary Halvorson  | Barry Wernick                  | 12 novembre 2007  | 208                | 11.46                |
| 16 | 9  | "Belle-mère nature / La visite de Fay"                      | A Visit From Fay       | Mark Cendrowski | Carol Leifer                   | 19 novembre 2007  | 209                | 11.48                |
| 17 | 10 | "Plaisirs partagés / Week-end en amoureux"                  | Time Share             | Andy Ackerman   | Mike Haukom                    | 14 avril 2008     | 210                | 10.40                |
| 18 | 11 | "Supermatozoïdes / Les spermatozoïdes"                      | Jen At Work            | Gail Mancuso    | Steve Holland                  | 21 avril 2008     | 211                | 10.57                |
| 19 | 12 | "Le bal des ex / Le gala de charité"                        | Optimal Male           | Ted Wass        | Tom Hertz                      | 28 avril 2008     | 212                | 10.31                |
| 20 | 13 | "Le faux fils / Le père de Russel"                          | Russell's Father's Son | Gail Mancuso    | Sivert Glarum et Michael Jamin | 5 mai 2008        | 213                | 10.39                |
| 21 | 14 | "Générosité compulsive / Les remords"                       | Buyer's Remorse        | Mark Cendrowski | Linda Videtti Figueiredo       | 12 mai 2008       | 214                | 10.62                |
| 22 | 15 | "Vive le marié !"                                           | Pimp My Bride          | Ted Wass        | Tom Hertz                      | 19 mai 2008       | 215                | 12.29                |

### Saison 3: 2009
| N° | #  | Titre français | Titre original          | Réalisation     | Scénario                 | 1er diffusion US | Code de production | Audiences US (en M.) |
| -- | -- | -------------- | ----------------------- | --------------- | ------------------------ | ---------------- | ------------------ | -------------------- |
| 23 | 1  | Titre inconnu  | Russell's Secret        | Mark Cendrowski | Jeffrey Richman          | 2 mars 2009      | 304                | 11.82                |
| 24 | 2  | Titre inconnu  | Voluntary Commitment    | Ted Wass        | Linda Videtti Figueiredo | 9 mars 2009      | 302                | 9.95                 |
| 25 | 3  | Titre inconnu  | Jeff's New Friend       | Ted Wass        | Tom Hertz                | 16 mars 2009     | 301                | 11.42                |
| 26 | 4  | Titre inconnu  | Dad's Visit             | Ted Wass        | Mike Sikowitz            | 23 mars 2009     | 303                | 11.02                |
| 27 | 5  | Titre inconnu  | Lyin' King              | Ted Wass        | Mike Haukom              | 30 mars 2009     | 306                | 11.60                |
| 28 | 6  | Titre inconnu  | Poaching Timmy          | Gail Mancuso    | Jeffrey Richman          | 13 avril 2009    | 311                | 10.59                |
| 29 | 7  | Titre inconnu  | Old Timer's Day         | Gail Mancuso    | Tom Hertz                | 20 avril 2009    | 312                | 11.30                |
| 30 | 8  | Titre inconnu  | Twice                   | Ken Whittingham | Vanessa McCarthy         | 27 avril 2009    | 305                | 11.33                |
| 31 | 9  | Titre inconnu  | The Challenge           | Gil Junger      | Vanessa McCarthy         | 4 mai 2009       | 313                | 6.30                 |
| 32 | 10 | Titre inconnu  | Family Style            | Ted Wass        | Mike Sikowitz            | 6 mai 2009       | 307                | 10.14                |
| 33 | 11 | Titre inconnu  | May Divorce Be With You | Ted Wass        | Linda Videtti Figueiredo | 11 mai 2009      | 310                | 7.50                 |
| 34 | 12 | Titre inconnu  | House Money             | Gail Mancuso    | Barry Wernick            | 18 mai 2009      | 309                | 12.57                |
| 35 | 13 | Titre inconnu  | Sex Toy Story           | Gail Mancuso    | Steve Holland            | 18 mai 2009      | 308                | 10.39                |

### Saison 4: 2010
| N° | #  | Titre français | Titre original          | Réalisation            | Scénario                         | 1er diffusion US | Code de production | Audiences US (en M.) |
| -- | -- | -------------- | ----------------------- | ---------------------- | -------------------------------- | ---------------- | ------------------ | -------------------- |
| 36 | 1  | Titre inconnu  | Flirting                | John Pasquin           | Tom Hertz                        | 1er mars 2010    | 401                | 9.73                 |
| 37 | 2  | Titre inconnu  | Snoozin' for a Bruisin' | Andy Cadiff            | Barry Wernick                    | 8 mars 2010      | 406                | 10.07                |
| 38 | 3  | Titre inconnu  | Atlantic City           | John Pasquin           | Lance Whinery                    | 15 mars 2010     | 410                | 7.70                 |
| 39 | 4  | Titre inconnu  | Ghost Story             | Andy Cadiff            | Alex Barnow et Marc Firek        | 22 mars 2010     | 403                | 8.48                 |
| 40 | 5  | Titre inconnu  | The Four Pillars        | John Pasquin           | Mike Sikowitz                    | 29 mars 2010     | 402                | 10.79                |
| 41 | 6  | Titre inconnu  | 3rd Wheel               | Andy Cadiff            | Vanessa McCarthy                 | 5 avril 2010     | 405                | 7.04                 |
| 42 | 7  | Titre inconnu  | Indian Giver            | Andy Cadiff            | Jeffrey Richman                  | 12 avril 2010    | 404                | 7.36                 |
| 43 | 8  | Titre inconnu  | Free Free Time          | John Pasquin           | Christopher Shiple               | 19 avril 2010    | 408                | 7.49                 |
| 44 | 9  | Titre inconnu  | The Score               | John Pasquin           | Gloria Calderón Kellett          | 26 avril 2010    | 409                | 6.83                 |
| 45 | 10 | Titre inconnu  | The Surrogate           | Gail Mancuso           | Jeffrey Richman et Mike Sikowitz | 3 mai 2010       | 412                | 7.21                 |
| 46 | 11 | Titre inconnu  | Reunion                 | John Pasquin           | Mike Haukom                      | 10 mai 2010      | 407                | 8.18                 |
| 47 | 12 | Titre inconnu  | Harassment              | Leonard R. Garner, Jr. | Vanessa McCarthy                 | 17 mai 2010      | 411                | 7.71                 |
| 48 | 13 | Titre inconnu  | They Do?                | Gail Mancuso           | Tom Hertz                        | 24 mai 2010      | 413                | 8.23                 |

### Saison 5: 2010/11
| N° | #  | Titre français | Titre original                 | Réalisation            | Scénario                    | 1er diffusion US  | Code de production | Audiences US (en M.) |
| -- | -- | -------------- | ------------------------------ | ---------------------- | --------------------------- | ----------------- | ------------------ | -------------------- |
| 49 | 1  | Titre inconnu  | Surro-gate                     | Ted Wass               | Tom Hertz                   | 20 septembre 2010 | 503                | 8.35                 |
| 50 | 2  | Titre inconnu  | The Bank                       | Ted Wass               | Mike Sikowitz               | 27 septembre 2010 | 502                | 8.15                 |
| 51 | 3  | Titre inconnu  | Rug-of-War                     | Ted Wass               | Barry Wernick               | 4 octobre 2010    | 501                | 8.43                 |
| 52 | 4  | Titre inconnu  | Handy Man                      | Ted Wass               | Mike Haukom                 | 11 octobre 2010   | 504                | 7.99                 |
| 53 | 5  | Titre inconnu  | Play Ball                      | Ted Wass               | Vanessa McCarthy            | 18 octobre 2010   | 505                | 7.86                 |
| 54 | 6  | Titre inconnu  | Baked                          | Ted Wass               | Tim Doyle                   | 25 octobre 2010   | 506                | 8.17                 |
| 55 | 7  | Titre inconnu  | Mannequin Head Ball            | Ted Wass               | Michael A. Ross             | 1er novembre 2010 | 508                | 8.69                 |
| 56 | 8  | Titre inconnu  | Les-bro                        | Ted Wass               | Gloria Calderón Kellett     | 8 novembre 2010   | 507                | 8.19                 |
| 57 | 9  | Titre inconnu  | The Big Picture                | Ted Wass               | Gloria Calderón Kellett     | 15 novembre 2010  | 509                | 7.92                 |
| 58 | 10 | Titre inconnu  | Fun Run                        | Ted Wass               | Tom Hertz                   | 22 novembre 2010  | 510                | 7.96                 |
| 59 | 11 | Titre inconnu  | Refusing to Budget             | Ted Wass               | Mike Sikowitz               | 6 décembre 2010   | 511                | 8.78                 |
| 60 | 12 | Titre inconnu  | Little Bummer Boy              | Ted Wass               | Christopher Shiple          | 13 décembre 2010  | 512                | 9.59                 |
| 61 | 13 | Titre inconnu  | The Home Stretch               | Gail Mancuso           | Lance Whinery               | 3 janvier 2011    | 513                | 9.76                 |
| 62 | 14 | Titre inconnu  | Uh-Oh It's Magic               | Gail Mancuso           | Vanessa McCarthy            | 17 janvier 2011   | 514                | 9.89                 |
| 63 | 15 | Titre inconnu  | Singing and Dancing            | Gail Mancuso           | Tim Doyle                   | 7 février 2011    | 515                | 9.41                 |
| 64 | 16 | Titre inconnu  | Jeff Day                       | Gail Mancuso           | Barry Wernick               | 24 février 2011   | 517                | 9.45                 |
| 65 | 17 | Titre inconnu  | Zygote                         | Gail Mancuso           | Michael A. Ross             | 3 mars 2011       | 518                | 8.24                 |
| 66 | 18 | Titre inconnu  | Anniversary Chicken            | Gail Mancuso           | Mike Haukom                 | 10 mars 2011      | 516                | 9.40                 |
| 67 | 19 | Titre inconnu  | The Set Up                     | Leonard R. Garner, Jr. | Gloria Calderón Kellett     | 31 mars 2011      | 519                | 8.25                 |
| 68 | 20 | Titre inconnu  | Beating The System             | Victor Gonzalez        | Becky Mann et Audra Sielaff | 7 avril 2011      | 520                | 8.69                 |
| 69 | 21 | Titre inconnu  | The Jeff Photo                 | Victor Gonzalez        | Becky Mann et Audra Sielaff | 28 avril 2011     | 521                | 7.86                 |
| 70 | 22 | Titre inconnu  | Double Down                    | Ted Wass               | Mike Sikowitz               | 5 mai 2011        | 523                | 7.72                 |
| 71 | 23 | Titre inconnu  | The Power Couple               | Gail Mancuso           | Gail Mancuso                | 12 mai 2011       | 522                | 8.16                 |
| 72 | 24 | Titre inconnu  | The Last of the Red Hat Lovers | Tom Hertz              | Michael A. Ross             | 19 mai 2011       | 526                | 8.80                 |

### Saison 6: 2011/12
Le 17 mai 2011, CBS a renouvelé la série pour une sixième saison, mais était originellement prévu dans la case du samedi soir dès le 24 septembre, puis le 8 octobre, puis le 15 octobre, puis la case du jeudi soir à la suite des mauvaises audiences de la nouvelle série Gentleman : mode d'emploi (How to Be a Gentleman). Après 7 épisodes diffusés à l'automne, la série a pris une pause hivernale et est revenue à l'horaire le 29 mars 2012. Deux épisodes non-diffusés de la cinquième saison ont été diffusés durant la sixième, portant le nombre à 15 épisodes.
| N° | #  | Titre français | Titre original     | Réalisation            | Scénario                    | 1er diffusion US | Code de production | Audiences US (en M.) |
| -- | -- | -------------- | ------------------ | ---------------------- | --------------------------- | ---------------- | ------------------ | -------------------- |
| 73 | 1  | Titre inconnu  | Dirty Talk         | Ted Wass               | Mike Sikowitz               | 20 octobre 2011  | 603                | 11.45                |
| 74 | 2  | Titre inconnu  | Bros Before Nodes  | Ted Wass               | Michael A. Ross             | 27 octobre 2011  | 604                | 10.62                |
| 75 | 3  | Titre inconnu  | Audrey is Dumb     | Tom Hertz              | Tom Hertz                   | 3 novembre 2011  | 601                | 11.81                |
| 76 | 4  | Titre inconnu  | Nature Calls       | Ted Wass               | Mike Haukom                 | 10 novembre 2011 | 606                | 11.57                |
| 77 | 5  | Titre inconnu  | Shy Dial           | Ted Wass               | Tim Doyle                   | 17 novembre 2011 | 605                | 10.90                |
| 78 | 6  | Titre inconnu  | Cheating           | Tom Hertz              | Tim Doyle                   | 8 décembre 2011  | 524                | 9.95                 |
| 79 | 7  | Titre inconnu  | The Chair          | Ted Wass               | Mike Haukom                 | 15 décembre 2011 | 611                | 9.53                 |
| 80 | 8  | Titre inconnu  | Scavenger Hunt     | Mark Cendrowski        | Mike Haukom                 | 29 mars 2012     | 525                | 8.65                 |
| 81 | 9  | Titre inconnu  | A Big Bust         | Leonard R. Garner, Jr. | Gloria Calderon Kellett     | 5 avril 2012     | 610                | 8.58                 |
| 82 | 10 | Titre inconnu  | After The Lovin'   | Ted Wass               | Tom Hertz                   | 12 avril 2012    | 613                | 8.46                 |
| 83 | 11 | Titre inconnu  | Missed Connections | Tom Hertz              | Christopher Shiple          | 19 avril 2012    | 607                | 7.57                 |
| 84 | 12 | Titre inconnu  | The Five Things    | Ted Wass               | Dan Kopelman                | 26 avril 2012    | 609                | 8.17                 |
| 85 | 13 | Titre inconnu  | Meat Wars          | Ted Wass               | Lance Whinery               | 3 mai 2012       | 612                | 8.88                 |
| 86 | 14 | Titre inconnu  | Goodbye Dolly      | Ted Wass               | Becky Mann et Audra Sielaff | 10 mai 2012      | 602                | 8.77                 |
| 87 | 15 | Titre inconnu  | Audrey's Shower    | Ted Wass               | Vanessa McCarthy            | 17 mai 2012      | 608                | 7.17                 |

### Saison 7: 2013
Le 21 mai 2012, CBS a renouvelé la série pour une septième saison de 13 épisodes, qui portera le nombre total d'épisodes à 100. Elle a été diffusée à partir du 4 février 2013.
| N°  | #  | Titre français | Titre original       | Réalisation   | Scénario                | 1er diffusion US | Code de production | Audiences US (en M.) |
| --- | -- | -------------- | -------------------- | ------------- | ----------------------- | ---------------- | ------------------ | -------------------- |
| 88  | 1  | Titre inconnu  | Liz Moves In         | Ted Wass      | Dan Kopelman            | 4 février 2013   | 703                | 9.40                 |
| 89  | 2  | Titre inconnu  | Taking Names         | Ted Wass      | Mike Sikowitz           | 11 février 2013  | 706                | 8.39                 |
| 90  | 3  | Titre inconnu  | Cats & Dogs          | Doug Robinson | Christopher Shiple      | 18 février 2013  | 709                | 8.19                 |
| 91  | 4  | Titre inconnu  | Cupcake              | Ted Wass      | Vanessa McCarthy        | 25 février 2013  | 708                | 7.89                 |
| 92  | 5  | Titre inconnu  | Fountain of Youth    | Ted Wass      | Mike Sikowitz           | 4 mars 2013      | 707                | 6.92                 |
| 93  | 6  | Titre inconnu  | Baby Talk            | Tom Hertz     | Tim Doyle               | 11 mars 2013     | 701                | 7.05                 |
| 94  | 7  | Titre inconnu  | Role Play            | Ted Wass      | Lance Whinery           | 18 mars 2013     | 705                | 6.78                 |
| 95  | 8  | Titre inconnu  | Catering             | Tom Hertz     | Vanessa McCarthy        | 25 mars 2013     | 704                | 6.30                 |
| 96  | 9  | Titre inconnu  | Cooking Class        | Ted Wass      | Michael A. Ross         | 15 avril 2013    | 702                | 6.11                 |
| 97  | 10 | Titre inconnu  | Unpleasant Surprises | Gail Mancuso  | Andy Roth               | 22 avril 2013    | 711                | 5.11                 |
| 98  | 11 | Titre inconnu  | Timmy Quits          | Megyn Price   | Mike Haukom             | 29 avril 2013    | 712                | 6.21                 |
| 99  | 12 | Titre inconnu  | A Wee Problem        | Carlos Pinero | Gloria Calderón Kellett | 6 mai 2013       | 710                | 6.74                 |
| 100 | 13 | Titre inconnu  | 100th                | Tom Hertz     | Tom Hertz               | 20 mai 2013      | 713                | 6.25                 |